# Vol S7 Airlines 778
Le vol S7 Airlines 778 est un vol intérieur régulier de passagers de la compagnie aérienne russe S7 Airlines, reliant Moscou à Irkoutsk, en Russie. Le 9 juillet 2006, à 06h44 heure locale, l'Airbus A310 assurant le vol est sorti de la piste lors de son atterrissage à l'aéroport international d'Irkoutsk. L'avion n'a pas réussi à s'arrêter à temps et s'est écrasé à travers la clôture en béton de l'aéroport, en heurtant plusieurs bâtiments privés, et a pris rapidement feu, faisant 125 victimes parmi les 203 personnes présentes à bord.
Cet accident est, à l'époque, la deuxième catastrophe aérienne majeure survenue en Russie en deux mois, après le crash du vol Armavia 967.
Le rapport final de l'enquête de l'Interstate Aviation Committee (MAK) a conclu que la cause principale de l'accident était imputée à une erreur de l'équipage. Alors que le commandant de bord réduisait la poussée du moteur droit, il a déplacé involontairement la manette des gaz du moteur gauche vers l'avant, ce qui a provoqué une augmentation importante de la poussée du moteur gauche. Son copilote n'a pas surveillé adéquatement les paramètres du moteur et, par conséquent, l'équipage n'a pas pu déterminer l'origine du problème. Il n'a pas réussi à résoudre le problème à temps et l'avion a fini par sortir de la piste et s'écraser en dehors du périmètre de l'aéroport.

## Avion et équipage

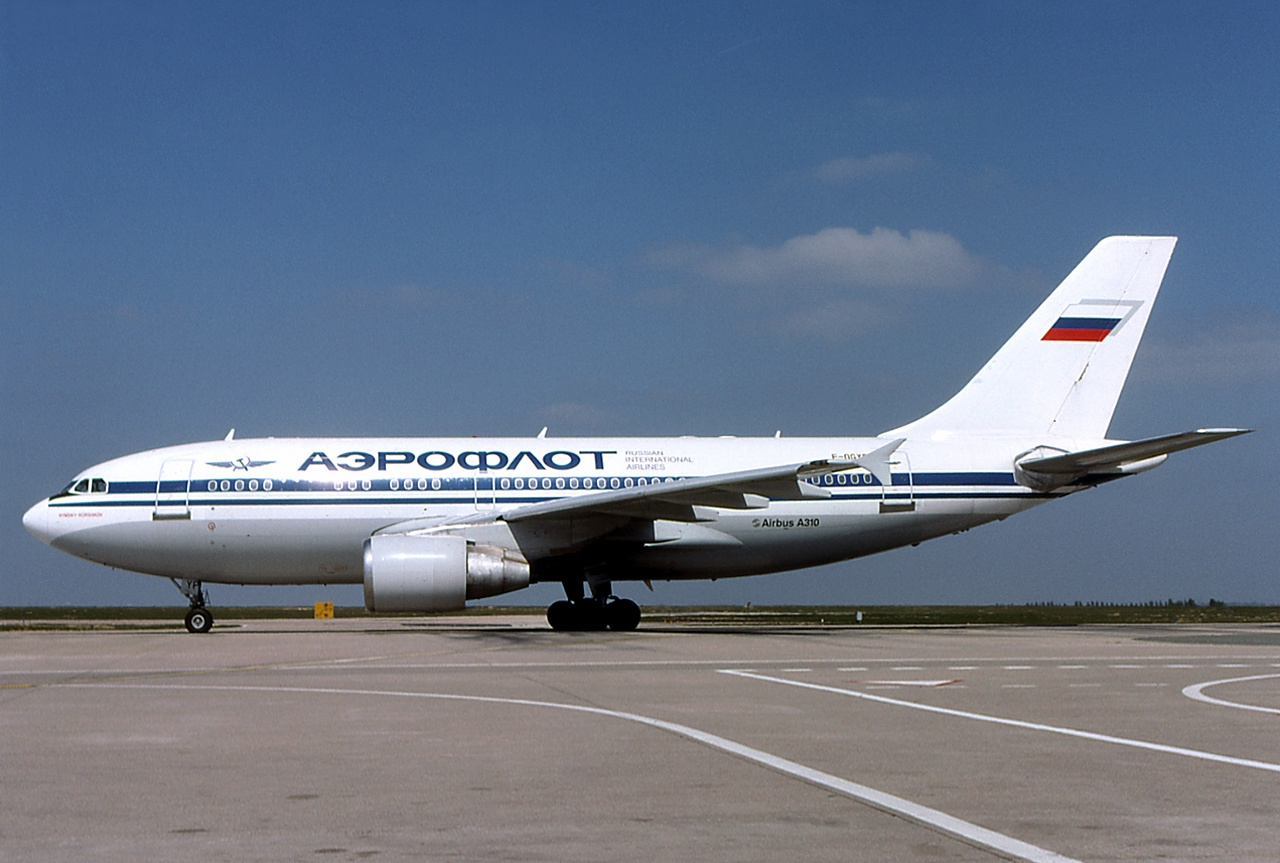
L'appareil impliqué dans l'accident, ici à l'aéroport de Paris-Charles-de-Gaulle en avril 1997, alors qu'il opérait pour Aeroflot.

L'appareil impliqué est un Airbus A310-324, un avion gros-porteur long-courrier immatriculé F-OGYP (numéro de série 442). Il a été livré neuf en juin 1987 à Pan American World Airways (Pan Am), avec comme immatriculation N812PA, puis à Delta Air Lines après la faillite de la Pan Am en 1991. L'avion a ensuite été livré à Aeroflot le 1er mars 1995 et enfin à S7 Airlines en juillet 2004. Il avait cumulé plus de 52 000 heures de vol, effectués en plus de 10 000 cycles (décollages/atterrissages), au moment de l'accident. Il était propulsé par deux turboréacteurs à double flux Pratt & Whitney PW4152.
Le commandant de bord est Sergey Gennadievich Shibanov (45 ans), qui travaille pour la compagnie aérienne depuis juin 2005. Il totalise 10 611 heures de vol à son actif, dont 1 056 heures sur Airbus A310. Il est diplômé de l'Institut de l'aviation civile d'Ulyanovsk (en) en 1991 et a obtenu sa licence de pilote de l'aviation civile en 1993. Il a été autorisé à effectuer des vols internationaux en 1997, et pilote sur l'A310 depuis mai 2005.
Le copilote est Vladimir Grigoryevich Chernykh (48 ans), qui totalise 9 971 heures de vol, dont 158 sur Airbus A310. Il est diplômé de l'Académie de l'aviation civile de Kirovograd en 1983 et a obtenu sa licence de pilote civile en 1996. Il a suivi une formation de conversion en avril 2006, et a ensuite été nommé copilote sur A310 en mai.

## Victimes
Il y avait 195 passagers, dont 14 enfants âgés de moins de 12 ans, 12 étrangers originaires d'Allemagne, d'Azerbaïdjan, de Biélorussie, de Pologne, de Moldavie et de Chine, et 8 membres d'équipage (deux pilotes et six agents de bord ) à bord.
| Nationalité | Passagers | Équipage | Total |
| ----------- | --------- | -------- | ----- |
| Russie      | 181       | 8        | 189   |
| Allemagne   | 3         | 0        | 3     |
| Chine       | 3         | 0        | 3     |
| Biélorussie | 3         | 0        | 3     |
| Pologne     | 2         | 0        | 2     |
| Moldavie    | 2         | 0        | 2     |
| Azerbaïdjan | 1         | 0        | 1     |
| Total       | 195       | 8        | 203   |

Sur les 203 passagers et membres d'équipage présents à bord, cinq membres d'équipage et 120 passagers ont été tués. Le commandant de bord et le copilote sont morts dans l'accident, tandis que trois des six agents de bord ont été tués. L'examen médico-légal des corps des passagers a conclu que 119 d'entre eux ont été tués par intoxication au monoxyde de carbone, tandis qu'une passagère a été tuée à la suite d'un grave traumatisme crânien infligé lors de l'accident.
Au 20 juillet, 109 corps au total avaient été identifiés. Les restes des agents de bord ont également été retrouvés dans l'épave. Selon les autorités, en raison de la gravité de leurs brûlures, un seul agent de bord a pu être identifié.
Au total, 75 passagers, dont six enfants, et trois agents de bord ont survécu à l'accident. Sur les 78 survivants, 60 d'entre eux ont été transportés à l'hôpital d'Irkoutsk. Parmi eux, 38 ont été grièvement blessés et les 22 autres ont été légèrement blessés. En raison de la gravité de leurs blessures, 8 survivants ont été transportés à Moscou pour y être soignés, dont six personnes, parmi lesquels un enfant de 10 ans, se trouvant dans un état critique. Au total, 14 survivants auraient également refusé de recevoir une assistance médicale.

## Enquête
L'Interstate Aviation Committee (MAK) a été charger d'enquêter sur l'accident du vol 778. En tant que constructeur de l'avion, Airbus a envoyé une équipe d'experts pour contribuer à l'enquête. Le Bureau d'enquêtes et d'analyses pour la sécurité de l'aviation civile (BEA) français, le Conseil national de la sécurité des transports (NTSB) américain et le Bundesstelle für Flugunfalluntersuchung (BFU) allemand ont également été désignés comme représentants accrédités. Pratt & Whitney, qui a conçu les moteurs de l'A310, a également contribué à cette enquête.
Les deux boîtes noires de l'avion, l'enregistreur de paramètres (FDR) et l'enregistreur phonique (CVR), ont été récupérés le 9 juillet, sur le site de l'accident. Le CVR était intact, tandis que le FDR présentait des signes de dommages sur son boîtier extérieur et nécessitait un soin particulier pour déchiffrer son contenu. Les deux enregistreurs ont alors été envoyés à Moscou le 10 juillet pour permettre le décryptage des données de vol, qui ont été téléchargées avec succès et considéré comme étant de bonne qualité.
Le rapport final de l'enquête du MAK a conclu que la cause de cet accident est attribuée à une erreur de pilotage. Après l'atterrissage, alors que le commandant de bord activait l'inverseur de poussée du moteur droit, il a involontairement déplacé la manette des gaz du moteur gauche, dont l'inverseur de poussée était désactivé lors de ce vol, de la position «Idle» à la position de pleine poussée en avant, ce qui a amené le moteur gauche à produire une poussée de plus en plus importante. Son copilote n'a pas réussi à surveiller les paramètres du moteur et, par conséquent, l'équipage n'a pas pu comprendre l'origine du problème ; il n’a ensuite pas réussi à résoudre le problème à temps et l’avion a fini par sortir de la piste et s'écraser en dehors du périmètre de l'aéroport.
Au total, 57 recommandations ont été émises par le MAK, destinées aux autorités aéronautiques russes, à S7 Airlines, à Airbus, à l'AESA et à d'autres autorités de certification, à l'Association du transport aérien international (IATA), à l'Organisation de l'aviation civile internationale (OACI) et à l'aéroport de Domodedovo. Parmi les recommandations figuraient les appels des enquêteurs à cesser complètement d'utiliser l'inverseur de poussée si l'autre était en mauvais état, à assouplir les contrôles douaniers concernant l'importation de pièces de rechange, à accorder plus d'attention à la possibilité du mouvement accidentel du levier des manettes des gaz d'un avion, et de créer une procédure spécifique pour engager l'inversion de poussée à l'atterrissage. Le MAK a également adressé une demande à l'OACI concernant la mise en place d'un système de caméra vidéo à l'intérieur du cockpit.

## Conséquences
En juillet 2007, les procureurs ont achevé l'enquête préliminaire concernant l'affaire pénale de l'accident du vol 778. L'enquête a été prolongée jusqu'en octobre 2007, une autre analyse ayant été demandée par le tribunal. Elle a ensuite été prolongée à nouveau jusqu'en juin 2008, et à nouveau jusqu'en septembre 2008. Après un examen approfondi, l'enquête pénale a été close en mars 2010 par la commission d'enquête du Département des transports de Sibérie orientale.
Un mémorial dédié aux victimes de l'accident a été érigé dans la rue Mozhaisky, près du lieu de l'accident. Un service a eu lieu en juillet 2015 pour commémorer l'accident. Le service a été suivi par les familles des victimes, ainsi que des représentants de l'aéroport d'Irkoutsk et de S7 Airlines.